# Souleuvre en Bocage
Souleuvre en Bocage est une commune française située dans le département du Calvados en région Normandie, peuplée de 8 643 habitants.
Elle est créée le 1er janvier 2016 par la fusion des vingt communes constituant la communauté de communes de Bény-Bocage, sous le régime juridique des communes nouvelles. Les communes de Beaulieu, Le Bény-Bocage, Bures-les-Monts, Campeaux, Carville, Étouvy, La Ferrière-Harang, La Graverie, Malloué, Montamy, Mont-Bertrand, Montchauvet, Le Reculey, Saint-Denis-Maisoncelles, Sainte-Marie-Laumont, Saint-Martin-des-Besaces, Saint-Martin-Don, Saint-Ouen-des-Besaces, Saint-Pierre-Tarentaine et Le Tourneur deviennent des communes déléguées.
Elle est la commune la plus étendue de Normandie et la 27e de France métropolitaine.

## Géographie

### Localisation
| Placy-Montaigu (Manche), Torigny-les-Villes (Manche) | Dampierre, Saint-Jean-des-Essartiers, Les Loges | Saint-Jean-des-Essartiers (sur 200 mètres), Cahagnes, Saint-Pierre-du-Fresne, Jurques, Brémoy |
| Tessy-Bocage, Pont-Bellanger                         | Souleuvre en Bocage                             | Le Mesnil-Auzouf, Danvou-la-Ferrière, Saint-Jean-le-Blanc, Lassy                              |
| Landelles-et-Coupigny, Beaumesnil, Campagnolles      | Vire Normandie                                  | Valdallière                                                                                   |

### Hydrographie
La commune est située dans le bassin Seine-Normandie. Elle est drainée par la Vire, la Drome, la Souleuvre, le Roucamps, le ruisseau des Parcs, la Seullette, le cours d'eau 01 de Maisoncelle, le ruisseau de la Planche Vittard, le Blandouit, le Rubec, le Courbencon, le cours d'eau 01 de la Paillole, le fossé 01 de la Toutannerie, le ruisseau de Vory, le Halgre et divers autres petits ruisseaux,.
La Vire, d'une longueur de 128 km, prend sa source dans la commune de Vire Normandie et se jette  dans la baie de Seine en limite d'Osmanville et de Carentan-les-Marais, après avoir traversé 27 communes. Les caractéristiques hydrologiques de la Vire sont données par la station hydrologique située sur la commune. Le débit moyen mensuel est de 7,4 m3/s. Le débit moyen journalier maximum est de 148 m3/s, atteint lors de la crue du 26 janvier 1995. Le débit instantané maximal est quant à lui de 162 m3/s, atteint le même jour.
La Drôme, d'une longueur de 58 km, prend sa source dans la commune  et se jette  dans l'Aure à Maisons, après avoir traversé 26 communes. 
La Souleuvre, d'une longueur de 19 km, prend sa source dans la commune de Valdallière et se jette  dans la Vire sur la commune, après avoir traversé deux communes. Les caractéristiques hydrologiques de la Souleuvre sont données par la station hydrologique située sur la commune. Le débit moyen mensuel est de 1,65 m3/s. Le débit moyen journalier maximum est de 44,8 m3/s, atteint lors de la crue du 12 janvier 1993. Le débit instantané maximal est quant à lui de 50 m3/s, atteint le même jour.
Le Roucamps, d'une longueur de 14 km, prend sa source dans la commune de Saint-Julien-sur-Calonne et se jette  dans la Souleuvre à Saint-Julien-sur-Calonne, après avoir traversé deux communes. 

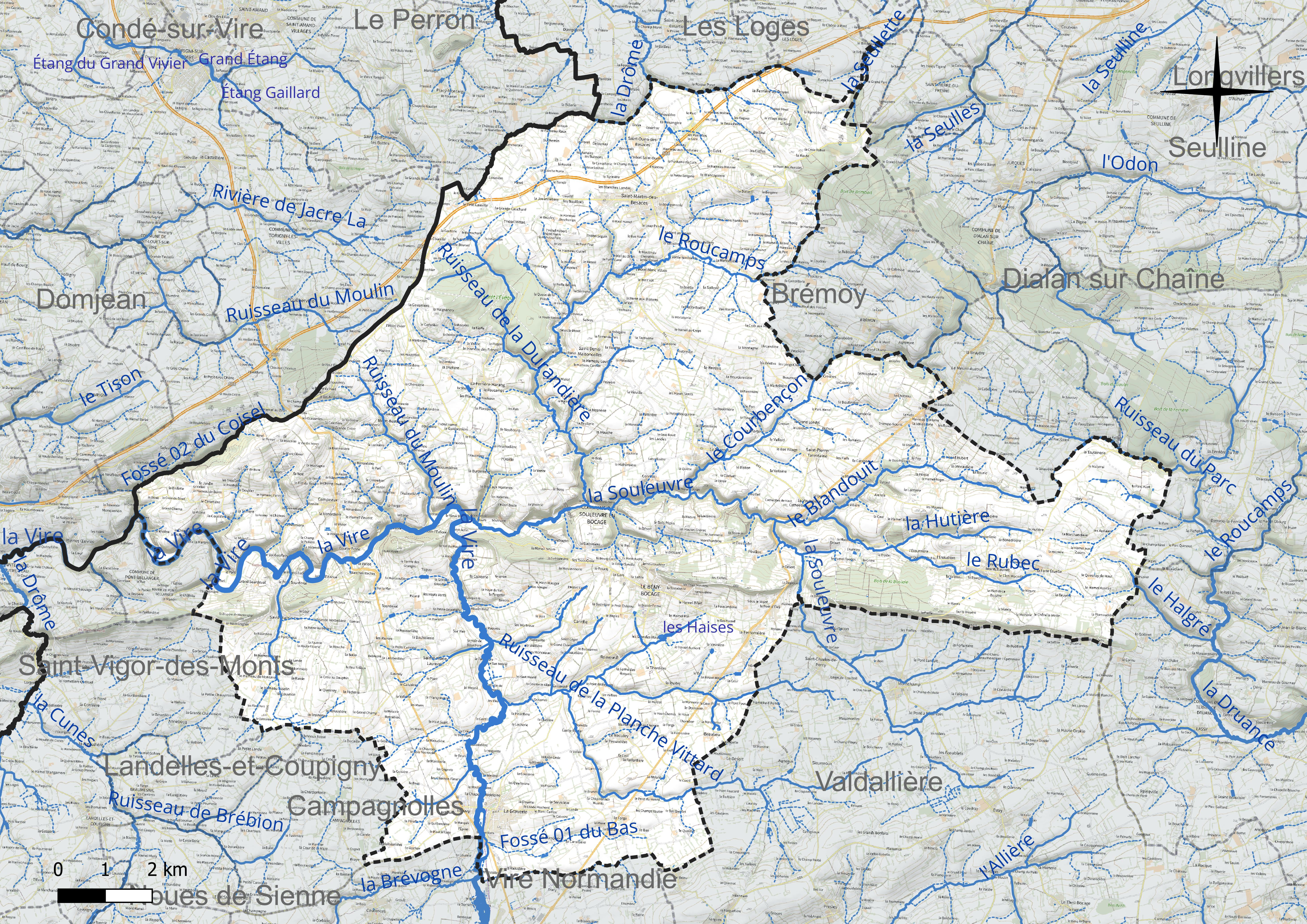
Réseau hydrographique de Souleuvre en Bocage.

Un plan d'eau complète le réseau hydrographique : les Haises (1,8 ha),.

### Climat
Pour des articles plus généraux, voir Climat de la Normandie et Climat du Calvados.
En 2010, le climat de la commune est de type climat océanique franc, selon une étude du CNRS s'appuyant sur une série de données couvrant la période 1971-2000. En 2020, Météo-France publie une typologie des climats de la France métropolitaine dans laquelle la commune est exposée à un climat océanique et est dans la région climatique Normandie (Cotentin, Orne), caractérisée par une pluviométrie relativement élevée (850 mm/a) et un été frais (15,5 °C) et venté. Parallèlement le GIEC normand, un groupe régional d'experts sur le climat, différencie quant à lui, dans une étude de 2020, trois grands types de climats pour la région Normandie, nuancés à une échelle plus fine par les facteurs géographiques locaux. La commune est, selon ce zonage, exposée à un « climat contrasté des collines », correspondant au Bocage normand, bien arrosé, voire très arrosé sur les reliefs les plus exposés au flux d'ouest, et frais en raison de l'altitude.
Pour la période 1971-2000, la température annuelle moyenne est de 10,3 °C, avec  une amplitude thermique annuelle de 12,8 °C. Le cumul annuel moyen de précipitations est de 1 023 mm, avec 14,4 jours de précipitations en janvier et 8,9 jours en juillet. Pour la période 1991-2020, la température moyenne annuelle observée sur la station météorologique la plus proche, située sur la commune de Terres de Druance à 12 km à vol d'oiseau, est de 11,1 °C et le cumul annuel moyen de précipitations est de 908,6 mm,. Pour l'avenir, les paramètres climatiques de la commune estimés pour 2050 selon différents scénarios d'émission de gaz à effet de serre sont consultables sur un site dédié publié par Météo-France en novembre 2022.

## Urbanisme

### Typologie
Au 1er janvier 2024, Souleuvre en Bocage est catégorisée commune rurale à habitat dispersé, selon la nouvelle grille communale de densité à 7 niveaux définie par l'Insee en 2022.
Elle est située hors unité urbaine. Par ailleurs la commune fait partie de l'aire d'attraction de Vire Normandie, dont elle est une commune de la couronne,. Cette aire, qui regroupe 20 communes, est catégorisée dans les aires de moins de 50 000 habitants,.

## Toponymie
Le nom de « Souleuvre en Bocage » est choisi pour dénommer la commune nouvelle, à la suite d'une consultation populaire. Parmi les sept noms proposés, il recueille plus de la moitié des suffrages. Ce nom fait référence à la Souleuvre, cours d'eau qui traverse le territoire communal et s'y jette dans la Vire, et au bocage virois, la région naturelle dont la commune fait partie.
La graphie de l'arrêté préfectoral (sans traits d'union), non conforme aux règles de typographie française, est confirmée par le Code officiel géographique qui reprend les graphies des arrêtés préfectoraux.
Le gentilé est Souleuvrais.

## Histoire
La commune est créée le 1er janvier 2016 par un arrêté préfectoral du 1er décembre 2015, par la fusion de vingt communes, sous le régime juridique des communes nouvelles instauré par la loi no 2010-1563 du 16 décembre 2010 de réforme des collectivités territoriales. Les communes de Beaulieu, Le Bény-Bocage, Bures-les-Monts, Campeaux, Carville, Étouvy, La Ferrière-Harang, La Graverie, Malloué, Montamy, Mont-Bertrand, Montchauvet, Le Reculey, Saint-Denis-Maisoncelles, Sainte-Marie-Laumont, Saint-Martin-des-Besaces, Saint-Martin-Don, Saint-Ouen-des-Besaces, Saint-Pierre-Tarentaine et Le Tourneur deviennent des communes déléguées et Le Bény-Bocage est le chef-lieu de la commune nouvelle.
Avec plus de 187 km2, cette commune nouvelle devient — en superficie — la plus grande commune de Normandie.
Le 1er janvier 2017, elle intègre la nouvelle communauté de communes Intercom de la Vire au Noireau, née de la fusion de la communauté de communes du Pays de Condé et de la Druance et de la communauté de communes Intercom séverine, adjointes des communes nouvelles de Valdallière, Souleuvre en Bocage et Vire Normandie.

## Politique et administration

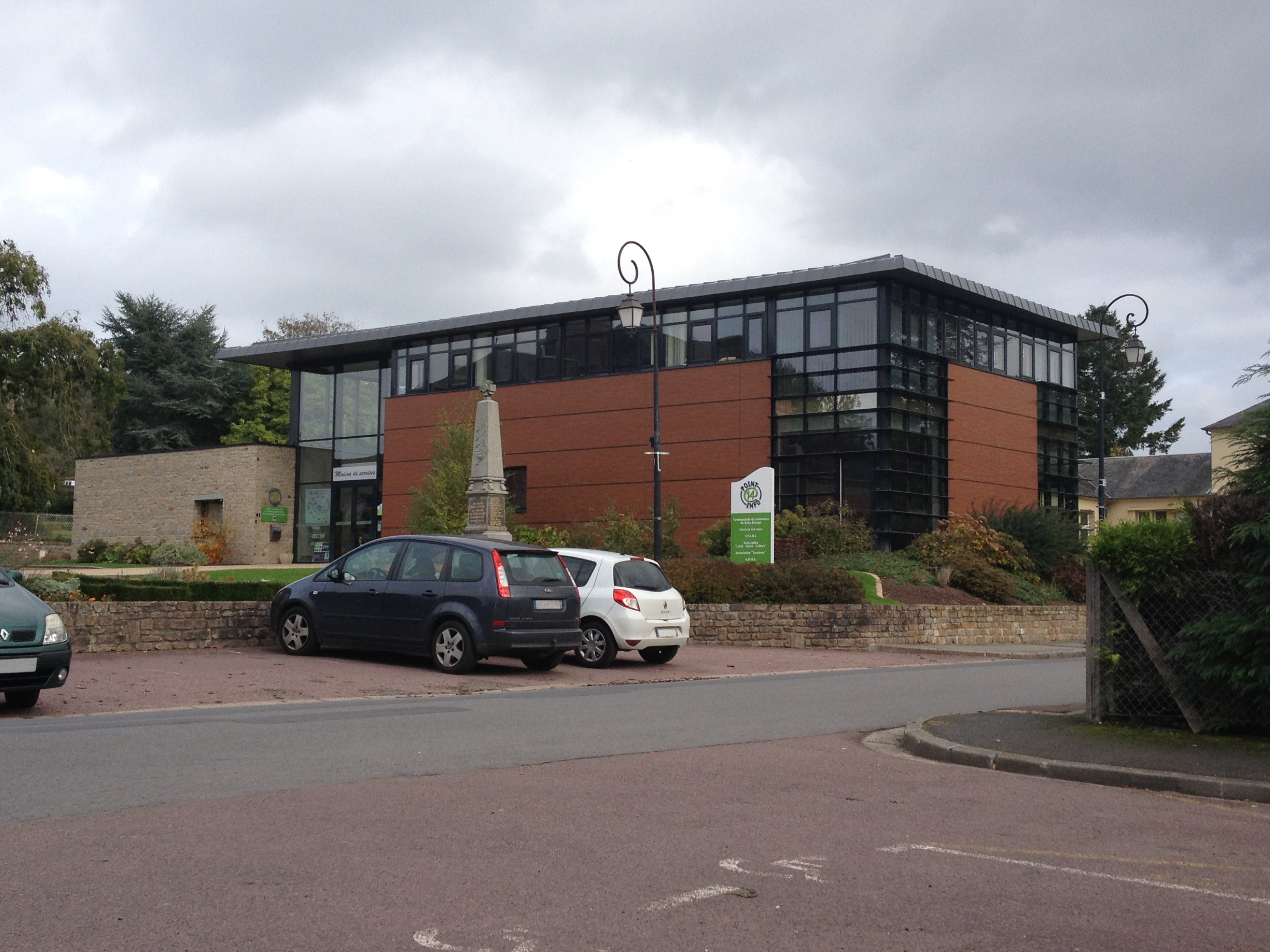
La mairie.

| Période      | Période  | Identité          | Étiquette | Qualité                                                                                               |
| ------------ | -------- | ----------------- | --------- | --- |
| janvier 2016 | En cours | Alain Declomesnil | DVD       | Agriculteur, maire délégué du Reculey, ancien conseiller général du canton du Bény-Bocage (1998-2015) |

| Nom                      | Code Insee | Intercommunalité | Superficie (km2) | Population (dernière pop. légale) | Densité (hab./km2) |
| ------------------------ | ---------- | ---------------- | ---------------- | --------------------------------- | ------------------ |
| Le Bény-Bocage (siège)   | 14061      |                  | 8,91             | 986 (2022)                        | 111                |
| Beaulieu                 | 14052      |                  | 3,15             | 190 (2022)                        | 60                 |
| Bures-les-Monts          | 14115      |                  | 5,21             | 137 (2022)                        | 26                 |
| Campeaux                 | 14129      |                  | 8,43             | 633 (2022)                        | 75                 |
| Carville                 | 14139      |                  | 10,43            | 331 (2022)                        | 32                 |
| Étouvy                   | 14255      |                  | 2,29             | 255 (2022)                        | 111                |
| La Ferrière-Harang       | 14264      |                  | 11,43            | 314 (2022)                        | 27                 |
| La Graverie              | 14317      |                  | 11,89            | 1 179 (2022)                      | 99                 |
| Malloué                  | 14395      |                  | 1,27             | 22 (2022)                         | 17                 |
| Montamy                  | 14440      |                  | 3,67             | 90 (2022)                         | 25                 |
| Mont-Bertrand            | 14441      |                  | 6,33             | 224 (2022)                        | 35                 |
| Montchauvet              | 14443      |                  | 18,21            | 370 (2022)                        | 20                 |
| Le Reculey               | 14532      |                  | 4,73             | 288 (2022)                        | 61                 |
| Saint-Denis-Maisoncelles | 14573      |                  | 2,36             | 125 (2022)                        | 53                 |
| Sainte-Marie-Laumont     | 14618      |                  | 15,61            | 664 (2022)                        | 43                 |
| Saint-Martin-des-Besaces | 14629      |                  | 22,03            | 1 193 (2022)                      | 54                 |
| Saint-Martin-Don         | 14632      |                  | 7,60             | 223 (2022)                        | 29                 |
| Saint-Ouen-des-Besaces   | 14636      |                  | 8,48             | 432 (2022)                        | 51                 |
| Saint-Pierre-Tarentaine  | 14655      |                  | 12,23            | 355 (2022)                        | 29                 |
| Le Tourneur              | 14704      |                  | 23,02            | 632 (2022)                        | 27                 |

## Population et société

### Démographie
L'évolution du nombre d'habitants est connue à travers les recensements de la population effectués dans la commune depuis sa création.
En 2022, la commune comptait 8 643 habitants, en évolution de −1,66 % par rapport à 2016 (Calvados : +1,58 %, France hors Mayotte : +2,11 %).
| 2014  | 2015  | 2016  | 2021  | 2022  |
| ----- | ----- | ----- | ----- | ----- |
| 8 735 | 8 762 | 8 789 | 8 745 | 8 643 |

## Culture locale et patrimoine

### Lieux et monuments
- Église Notre-Dame de La Graverie.
- Église Notre-Dame de Malloué.
- Église Notre-Dame de Sainte-Marie-Laumont.
- Croix de chemin de Malloué.
- Croix du cimetière de Malloué.